# Marina Akobija
Marina Dazmirovna Akobija (in russo Марина Дазмировна Акобия?; Volgograd, 12 gennaio 1975) è una pallanuotista russa, vincitrice di una medaglia di bronzo ai giochi olimpici di Sydney 2000.